# Occhiatana
Occhiatana (in corso Ochjatana) è un comune francese di 177 abitanti situato nel dipartimento dell'Alta Corsica nella regione della Corsica.

## Società

### Evoluzione demografica
Abitanti censiti

## Infrastrutture e trasporti
Il territorio comunale è attraversato dalla linea a scartamento metrico Ponte Leccia – Calvi ed è presente una stazione ferroviaria che prende il nome dal vicino comune di Belgodere. La fermata denominata di Occhiatana si trova invece nel territorio di Ville di Paraso. Il primo impianto è stato tramutato in fermata ed è servito dalla relazione Ponte Leccia – Calvi, esercita dalla CFC; la fermata di Occhiatana risulta non attiva.